# 潮州斷層
潮州斷層（英語：Chaochou Fault），為逆移斷層兼具左移性質，呈南北走向。斷層可以分為2段：北段由高雄市六龜區寶來里向南延伸至屏東縣三地門鄉大津村，長約28公里，本段又稱土壟灣斷層；南段由大津村向南延伸至枋山鄉加祿村，長約61公里，總長約89公里。在六龜以北，土壟灣斷層也稱為樟山斷層。

## 總結與評估
潮州斷層為高角度向東傾斜的逆移斷層，兼具左移性質。斷層的北段為階地礫岩層或沖積扇礫石層所掩覆，為盲斷層的形式；而在斷層南段的新埤附近，斷層在近地表處造成沖積扇礫石層的撓曲，板岩逆衝於礫石層之上，研判潮州斷層在更新世晚期可能有活動。潮州斷層改列第二類活動斷層。